# Stoomduivel
Een stoomduivel doet zich voor wanneer een zwakke wervelwind boven water (of soms ook drasland) mist in de vortex zuigt, waardoor hij zichtbaar wordt. Stoomduivels komen voor boven zeeën of grote meren tijdens koude periodes, wanneer er een groot temperatuurverschil bestaat tussen het (relatief) warme water en de koude lucht erboven.
Kleinere stoomduivels kunnen ook gevormd worden boven geiserbekkens. Dit kan zelfs bij warm weer gezien de hoge temperatuur van het water. Hoewel stoomduivels in principe vrij zeldzaam zijn, komen ze dagelijks voor boven warmwaterbronnen in Yellowstone.

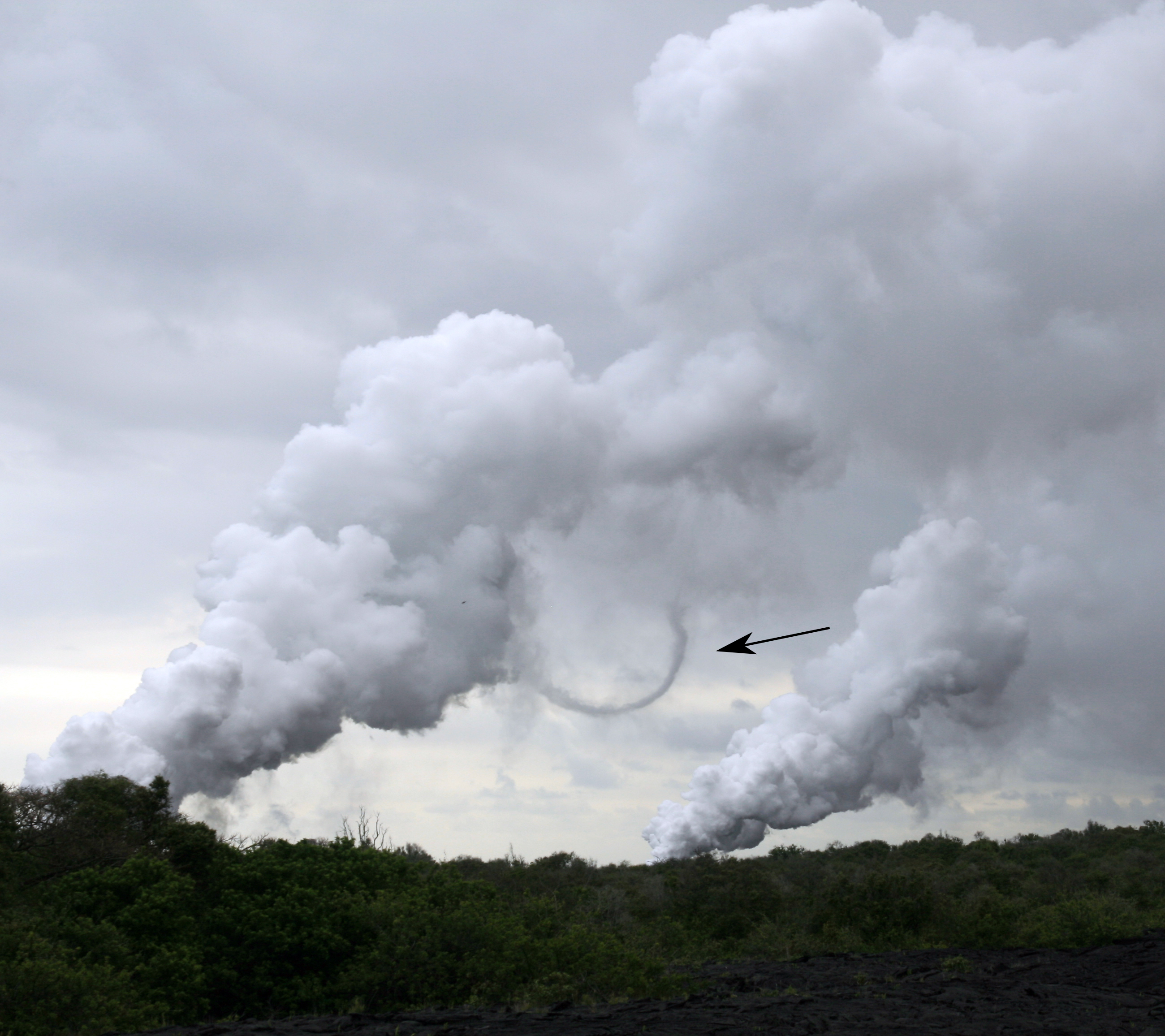
Stoomduivel op Hawaï

## Oorsprong van de naam
Stoomduivels werden voor het eerst beschreven door Walter Lyons en Steven Pease naar aanleiding van hun waarnemingen op het Michiganmeer in januari 1971. Ze noemden ze stoomduivels naar analogie met stofduivels die zich boven land voordoen, gezien hun vergelijkbare grootte en structuur. Ze dienden ook onderscheiden te worden van de veel krachtigere waterhozen.

## Verschijning
Stoomduivels zijn doorgaans zo'n 50-200m breed, meestal verticaal, en tot 500m hoog. Ze lijken op een waterhoos. Op het noordelijk halfrond draaien ze tegen de klok in, op het zuidelijk halfrond in de richting van de klok. Ze zijn niet krachtig en draaien niet snel, meestal maar een paar rotaties per minuut, en soms lijken ze helemaal niet te draaien. Gewoonlijk ziet men een goed afgelijnde centrale stoomkolom met daarrond een meer gekartelde randzone waarvan zich vlokken stoom kunnen losmaken.
Kleinere stoomduivels doen zich voor boven kleine meren, en vooral boven warmwaterbronnen in geiserbekkens. Deze hebben typisch een diameter tot 1m, maar kunnen van 10 cm tot 2m breed zijn. Ze zijn 2-30m hoog, en draaien sneller (tot 60 rotaties per minuut).
De centrale kern van een stoomduivel is gewoonlijk stoomvrij, net zoals de centrale kern van stofduivels op land vaak stofvrij is. De centrale kern beslaat +/- 10% van de totale breedte van de wervelende kolom.
Stoomduivels kunnen cumuluswolken veroorzaken.
Ze zijn vrij zeldzaam en duren gewoonlijk niet meer dan een paar minuten. De kleinere varianten die voorkomen boven warmwaterbronnen lossen vaak op na enkele seconden.
Stoomduivels kunnen loskomen van hun basis en zich windafwaarts verplaatsen. Boven kleine watermassa's kan dat ertoe leiden dat een stoomduivel zich boven land begeeft. Hij blijft zijn rotatie houden, maar lost dan snel op.

## Ontstaan
Stoomduivels kunnen ontstaan wanneer een koude en droge luchtstroom zich over open en warm (relatief, t.o.v. de temperatuur van de lucht) water beweegt. De koude lucht wordt dan opgewarmd door het water en bevochtigd door verdamping van het water. De opgewarmde lucht stijgt op, koelt af en daalt weer neer, waardoor er oververzadiging optreedt, met condensatie en mistvorming tot gevolg (dit fenomeen heet arctische zeerook).
Als de wind krachtig genoeg is (meer dan 40 km/h) en het temperatuurverschil tussen water en lucht groot genoeg, kan de lucht zo snel gaan stijgen dat de luchtstroom onstabiel wordt en er wervelingen ontstaan. Mistflarden worden dan in de wervelwinden gezogen, die daardoor zichtbaar worden als stoomduivels.

## Verspreiding
Stoomduivels worden gezien boven de Grote Meren bij het begin van de winter. Ze verschijnen ook in de Atlantische Oceaan voor de kust van North en South Carolina wanneer koude continentale lucht over de Golfstroom waait. Stoomduivels worden ook boven kleinere meren en warmwaterbronnen gezien, maar minder vaak dan boven grote wateroppervlakten. Ze kunnen zelfs boven drasland gevormd worden als de lucht koud genoeg is en de bodem door de zon wordt opgewarmd.
Kleine stoomduivels komen voor in Yellowstone. Een voorbeeld hiervan is de Grand Prismatic Spring in het Midway Geiser Bekken. Hier zijn stoomduivels waargenomen bij temperaturen tot 21°. Dit wordt mogelijk gemaakt door het toch nog erg grote temperatuurverschil met het bijna kokende water. De Old Faithful-geiser produceert horizontale stoomduivels. In Yellowstone komen wellicht meer stoomduivels voor dan waar ook ter wereld: de meest productieve locaties produceren er meerdere per uur.